# (9514) Deineka
(9514) Deineka – planetoida z grupy pasa głównego asteroid okrążająca Słońce w ciągu 3 lat i 204 dni w średniej odległości 2,33 j.a. Została odkryta 27 września 1973 roku. Przed nadaniem nazwy planetoida nosiła oznaczenie tymczasowe (9514) 1973 SG5.